# Coses per fer abans dels 30
Coses per fer abans dels trenta (títol original:Things to do before you´re 30) és una pel·lícula del Regne Unit del 2004 dirigida per Simon Shore i protagonitzada per Dougray Scott, Jimi Mistry, Shaun Parkes i Emilia Fox, entre d'altres. Ha estat doblada al català
Els segon llargmetratge de Simon Shore és una divertida història sobre un grup de persones que intenten viure les seves vides d'adults al mateix temps que s'aferren a la seva joventut. Ambientada en el cosmopolita Londres del segle xxi, la cinta està basada en la pel·lícula holandesa d' èxit "All Stars" (la seva continuació per a televisió va guanyar el premi Emmy Internacional l'any 2000) i protagonitzada pels actors Dougray Scott (Missió impossible 2), Jimi Mistry (El gurú del sexe), Emilia Fox (El pianista) i Shaun Parkes (El retorn de la mòmia).

## Argument
El 1983, Don Robson, el Don, forma un nou equip de futbol, l'Atlètic Greenwich. Vint anys després, sis dels seus membres segueixen jugant en l'equip. Però les seves vides, -i per tant la situació de l'equip- s'han tornat molt més complicades. Ara que s'acosta el partit cinc-cents és hora de decidir entre el compromís amb l'equip o els problemes personals: Cass vol tenir un fill amb Kate; Adam té un secret que no està segur de voler explicar; Colin està desesperat per muntar-se un trio; Dylan creu que ha trobat la dona perfecta; Billy intenta salvar el seu matrimoni; i Johnny ha de fer front a la mort del seu pare, el Don, fundador de l'equip.

## Repartiment
- Dougray Scott: 	Cass
- Jimi Mistry: 	Dylan
- Emilia Fox: 	Kate
- Shaun Parkes: 	Adam
- Billie Piper: 	Vicky
- Bruce Mackinnon: 	Colin
- Roger Morlidge: 	Billy
- Danny Nussbaum: 	Johnny
- George Innes: 	Don
- George Irving: 	Dylan's Dad
- Rosie Cavaliero: 	Rosie
- Nina Young: 	Claire
- David Paul West: 	Toby